# Scaphidium yinziweii
Scaphidium yinziweii – gatunek chrząszcza z rodziny kusakowatych i podrodziny łodzikowatych.
Gatunek ten opisany został w 2012 roku przez Tanga Linaga i Li Lizhena na podstawie pojedynczego samca z Benggang Hani. Epitet gatunkowy nadano na cześć Yin Ziweia.
Chrząszcz o ciele długości 6,1 mm, ubarwiony czarno rudobrązowymi czterema pierwszymi członami czułków i żółtawą końcówką ostatniego ich członu. Każda z pokryw żółta z czarnym obrzeżeniem wszystkich krawędzi i dwoma czarnymi plamami, z których większa styka się z obrzeżeniem przyszwowym, a mniejsza z obrzeżeniem bocznym. Punkty na czole małe i umiarkowanie gęste, a na przedpleczu i czarnej części pokryw nieco większe. Samiec ma środkowe ¾ zapiersia pokryte długim owłosieniem. Odsłonięte tergity odwłoka z grubym punktowaniem. W woreczku wewnętrznym jego edeagusa znajdują się trzy pary drobnych sklerytów w części nasadowej i jeden duży, trójkątny skleryt wierzchołkowy.
Owad znany tylko z chińskiego Junnanu.